# دروازه‌های تاریخی دمشق
در طی تاریخ شهر دمشق همواره مورد یورش نیروهای بیگانه قرار گرفته‌است. برای دفاع این شهر گرداگرد آن، دو حصار کشیده شده بود. در این دوران ابعاد شهر به‌طور مستطیل بوده که از شرق به غرب آن یعنی از باب‌الجابیه تا باب‌الشرقی ۱۵۰۰ متر و از شمال تا جنوب آن یعنی از باب‌الفرادیس تا باب‌الصغیر حدود ۷۵۰۰ متر مساحت داشت. برای ورود و خروج مردم دروازه‌هایی در این حصارها تعبیه شده بود. بخش‌هایی از این دیوارها بخشی در دوره رومیها و بخشی به دورانهای اسلامی تعلق دارد.